# Технік 4-го класу

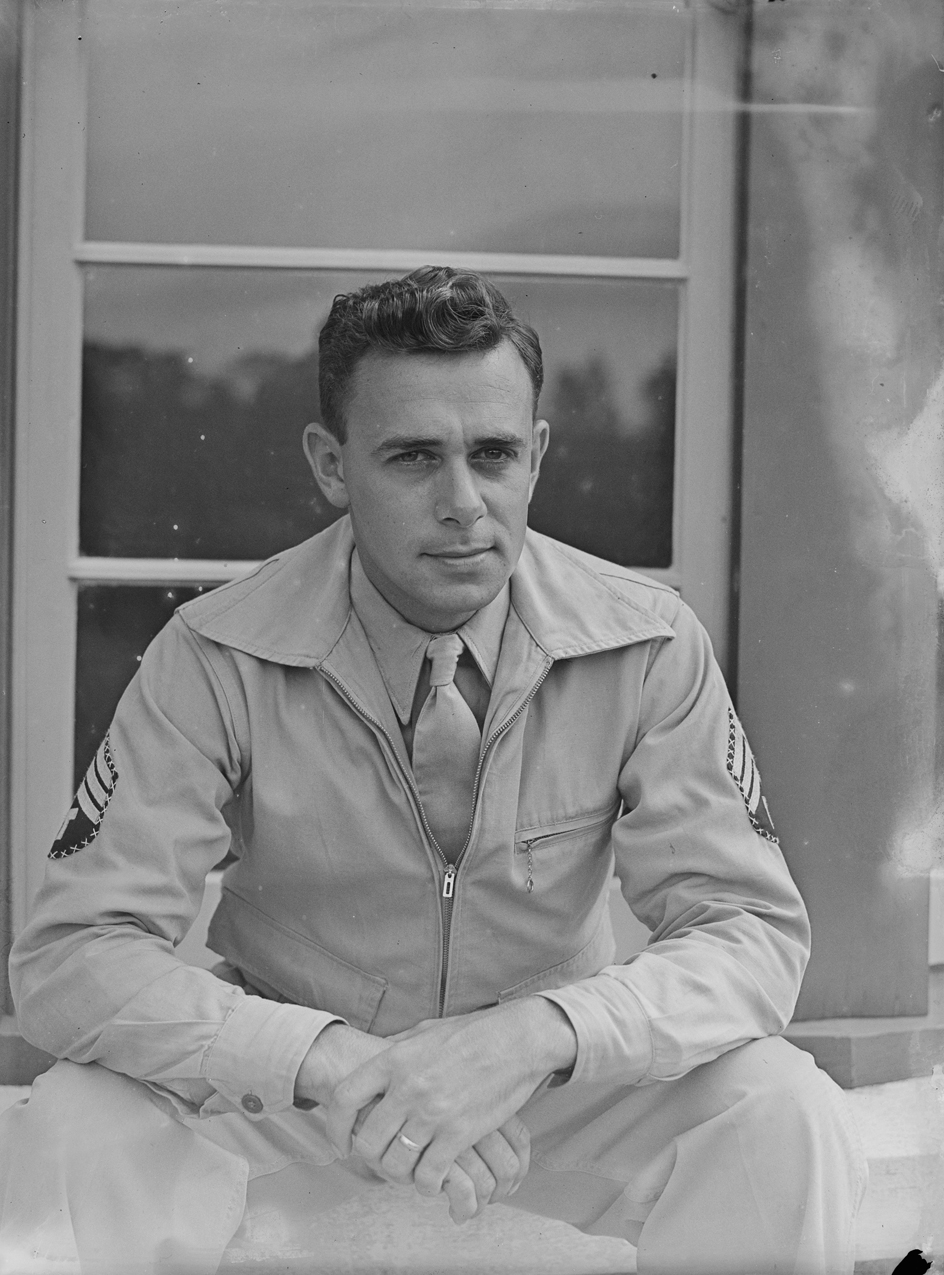
Технік четвертого класу

Технік 4-го класу (англ. Technician fourth grade, скорочено T/4 або TEC 4) - військове звання технічного складу складу Збройних сил США у 1942-1955 роках. 
Звання техніка 4-го класу відповідало званню сержант, стройового складу. Звання було вище за рангом від техніка 5-го рангу, та вище від техніка 3-го рангу.

## Історія звання
8 січня 1942 року для заміни звання рядовий/спеціаліст було введено звання «технік», яке було введено 30 червня 1942 р. Це дало технічним спеціалістам більше повноважень дорівнюючи їх до унтер-офіцерів, а не до рядового складу, як було раніше. Звання мали назву класів до яких вони відносилися: від техніка п'ятого класу до техніка третього класу. 
Тих, хто обіймав цю посаду, називали сержантом. Техніки володіли спеціалізованими навичками, які були нагороджені більш високим рівнем оплати.
Звання «техніка» були остаточно скасовані 1 серпня 1948 року,хоч у 1955 році були відновлені ранги спеціалістів, але вже серед рядового складу.

## Знаки розрізнення

Знак розрізнення техніка 4-го класу армії США

Щоб зменшити плутанину, спричинену подібними знаками розрізнення, під шевронами з 4 вересня 1942 року дозволено носити вишиті знаки літери «Т» відповідних шевронах.
Технік 4-го класу, носив шеврон, з трьома кутами (як сержант), під якими була літера «Т». У деяких підрозділах використовувались неофіційні знаки із символікою технічної спеціальності замість Т.